# Липовац (Челинац)
Липовац је насељено мјесто у општини Челинац, Република Српска, БиХ. Према попису становништва из 2013. у насељу је живјело 136 становника.

## Становништво
| Демографија | Демографија | Демографија |
| Година      | Становника  | Становника  |
| ----------- | ----------- | ----------- |
| 1971.       | 529         |             |
| 1981.       | 407         |             |
| 1991.       | 308         |             |
| 2013.       | 136         |             |